# Se vende un palacio
Se vende un palacio es una película española de comedia estrenada en 1943, dirigida por Ladislao Vajda y protagonizada en los papeles principales por Roberto Rey, Mary Santamaría, José Nieto y Manolo Morán.
Esta fue la película de debut de Vajda en España, tras haber dirigido anteriormente en Hungría e Italia.

## Sinopsis
Fernando es un juerguista muy amante de la fiesta. Un día decide vender su palacio y la noticia llega a oídos de unos ladrones que aprovecharán la oportunidad para robarle.

## Reparto
- Roberto Rey como Fernando Montijano
- Mary Santamaría como Rosina
- José Nieto como Napoleón
- Manolo Morán como Señor Ventura
- Julia Lajos
- María Bru
- Manuel Arbó
- Fernando Fernán Gómez
- Félix Fernández
- Javier de Rivera